# Suiza en los Juegos Olímpicos de Oslo 1952
Suiza estuvo representada en los Juegos Olímpicos de Oslo 1952 por un total de 55 deportistas que compitieron en 7 deportes.  
El portador de la bandera en la ceremonia de apertura fue el jugador de hockey sobre hielo Ulrich Poltera.

## Medallistas
El equipo olímpico suizo obtuvo las siguientes medallas:
| Nombre                                                        | Deporte   | Competición |
| ------------------------------------------------------------- | --------- | ----------- |
| Oro                                                           |           |             |
| —                                                             |           |             |
| Plata                                                         |           |             |
| —                                                             |           |             |
| Bronce                                                        |           |             |
| Fritz Feierabend Albert Madörin André Filippini Stephan Waser | Bobsleigh | Cuádruple M |
| Fritz Feierabend Stephan Waser                                | Bobsleigh | Doble M     |